# پیشنهادها برای برگزاری یک سوپر لیگ فوتبال اروپا
سوپر لیگ اروپا، رقابت‌هایی متشکل از باشگاه‌های برتر فوتبال در سراسر اروپا از دهه ۱۹۹۰ مورد بحث و بررسی قرار گرفته ‌است. نهادهای بین‌المللی و ملی گرداننده فوتبال، از جمله فیفا، یوفا و شش فدراسیون اروپایی، با تشکیل یک لیگ جدا مخالفت کرده‌اند. در آوریل ۲۰۲۱، دوازده تیم اروپایی خبر از تصمیم خود برای تأسیس رقابت‌های جدیدی تحت عنوان «سوپر لیگ» دادند.

## تاریخچه
در سال ۱۹۹۸، شرکت ایتالیایی مدیا پارتنرز به‌طور جدی این ایده را بررسی کرد. این طرح پس از انتقال یوفا برای گسترش رقابت‌های لیگ قهرمانان اروپا و لغو جام برندگان جام به منظور اسکان بهتر باشگاه‌هایی که قصد جدایی خود را داشتند، برای پیوستن به سوپر لیگ پیشنهادی، از بین رفت.
در ژوئیه ۲۰۰۹، فلورنتینو پرز از رئال مادرید از این ایده حمایت کرد. در اوت ۲۰۰۹، آرسن ونگر، سرمربی آرسنال پیش‌بینی کرد که یک سوپر لیگ در عرض ۱۰ سال به دلیل فشار درآمد بر تیم‌های نخبه قاره، به واقعیت تبدیل شود.
در فوریه ۲۰۱۲، کلارنس سیدورف نیز آغاز مسابقات را پیش‌بینی کرد و از آن حمایت کرد. در آوریل ۲۰۱۳، گوردون استراکن، سرمربی اسکاتلند گفت که او معتقد است باشگاه‌های اولد فرم سلتیک و رنجرز به یک سوپر لیگ لیگ دسته دو دسته اروپا ۳۸ باشگاهی آینده می‌پیوندند.

### پیشنهاد فلورنتینو پرز در سال ۲۰۰۹
در ۴ ژوئیه ۲۰۰۹، فلورنتینو پرز با انتقاد از لیگ قهرمانان فعلی گفت: «ما باید یک سوپر لیگ جدید اروپا را توافق کنیم که تضمین کند بهترین‌ها همیشه بهترین بازی‌ها را می‌کنند - چیزی که در لیگ قهرمانان رخ نمی‌دهد.» پرز اظهار داشت اگر یوفا تلاش بیشتری برای اطمینان از بازی سالانه این تیم‌ها با یکدیگر انجام ندهد، برای یک رقابت جداگانه با حضور قدرت‌های سنتی اروپا تلاش خواهد کرد.
طبق برنامه پرز، بهترین تیم‌های قاره همچنان در سیستم‌های ملی خود باقی می‌مانند، اما در پایان فصل لیگ منظم فرصت بازی با یکدیگر را تضمین می‌کنند.

### پیشنهاد استیون ام. راس
در سال ۲۰۱۶، نمایندگان باشگاه‌های لیگ برتری آرسنال، چلسی، لیورپول، منچستر سیتی و منچستر یونایتد دیده می‌شدند که جلسه‌ای را با نمایندگان استیون ام. راس ترک می‌کردند که در مورد پیشنهاد سوپر لیگ اروپا بحث و تبادل نظر می‌کرد.

### تغییرات یوفا ۲۰۱۶
در سال ۲۰۱۶، یوفا مجدداً در مورد امکان ایجاد لیگ بسته حاوی ۱۶ تیم برتر فوتبال اروپا از لیگ‌های ملی با بالاترین رتبه بحث کرد. این ۱۶ تیم به ۲ گروه تقسیم می‌شدند که در هر گروه ۸ تیم قرار داشت. تیم‌هایی که در مکان‌های ۱–۴ به پایان رسید پس از ۵۶ بازی در هر گروه تحت سیستم رفت و برگشت، راهی مرحله یک‌چهارم نهایی می‌شوند. سرانجام این طرح رد شد و یوفا برای جلوگیری از ایجاد یک سوپر لیگ، تغییراتی در ساختار لیگ قهرمانان اروپا ایجاد کرد. یوفا اعلام کرد که برای چرخه تجارت ۲۱–۲۰۱۸، انگلیس، ایتالیا، اسپانیا و آلمان در مرحله گروهی لیگ قهرمانان اروپا ۴ تیم خواهند داشت بدون اینکه در مرحله پلی‌آف شرکت کنند. این بدان معنی است که تعداد مکان‌های مستقیم از ۲۲ به ۲۶ مکان افزایش می‌یابد. ۶ مکان باقی‌مانده از مسیر قهرمانان (از ۵ تیم به ۴ تیم کاهش می‌یابد) و مسیر غیر قهرمانان (از ۵ تیم به ۲ تیم). اگر دارنده عنوان این مسابقات از لیگ داخلی خود راهی لیگ قهرمانان شود، قهرمان کشور با یازدهمین ضریب یوفا در مرحله گروهی لیگ قهرمانان اروپا قرار می‌گیرد. در غیر این صورت، دارنده عنوان حق دفاع از جام را دارد. مدافع عنوان قهرمانی لیگ اروپا همچنین در مسابقات گروهی لیگ قهرمانان اروپا حق رقابت را کسب می‌کند، بدون اینکه بتواند به‌طور مستقیم از توافقنامه چرخه پلی‌آف به عنوان توافقات چرخه تجارت ۲۰۱۵–۲۰۱۸ اطمینان حاصل کند. اگر قهرمان لیگ اروپا به‌طور خودکار از طریق لیگ داخلی خود راهی مرحله گروهی لیگ قهرمانان اروپا شود، تیم سوم رده‌بندی کشور با ضریب ۵ یوفا در جایگاه ۵ جایگزین برنده لیگ اروپا می‌شود.

### فاش شدن ۲۰۱۸
در نوامبر ۲۰۱۸، فوتبال لیکس ادعا کرد که صحبت‌های مخفیانه‌ای در مورد ایجاد یک رقابت جدید باشگاهی قاره‌ای، سوپر لیگ اروپا، از سال ۲۰۲۱ وجود داشته‌است. در همان ماه، وب‌سایت ادعا کرد که منچستر سیتی و پاری سن ژرمن قوانین بازی جوانمردانه مالی یوفا را نقض کرده‌اند.

### پیشنهاد لیگ برتر اروپا ۲۰۲۰
در اکتبر ۲۰۲۰، اسکای اسپورت ادعا کرد که فیفا پیشنهاد جایگزینی برای لیگ قهرمانان اروپا به نام لیگ برتر اروپا را شامل می‌شود که حداکثر ۱۸ تیم در یک سیستم دور رفت و برگشت و حذفی به سبک پلی‌آف پس از لیگ بدون سقوط مشابه مسابقات ورزشی لیگ برتر در ایالات متحده آمریکا مانند لیگ ملی هاکی، لیگ ملی فوتبال، اتحادیه ملی بسکتبال و لیگ برتر بیسبال آمریکا. باشگاه‌های لیگ برتر انگلیس و همچنین باشگاه‌هایی از اسپانیا، ایتالیا، فرانسه و آلمان دعوت شده‌اند. بارسلونا پیشنهاد پیوستن آن به سوپر لیگ را پذیرفته‌است، یک روز قبل از اینکه رئیس جوزپ ماریا بارتومئو استعفا داد.
با این حال، در ۲۱ ژانویه ۲۰۲۱، فیفا و شش کنفدراسیون قاره فوتبال (کنفدراسیون فوتبال آسیا، کنفدراسیون فوتبال آفریقا، کونکاکاف، کونمبول، کنفدراسیون فوتبال اقیانوسیه و یوفا) بیانیه‌ای صادر کردند و تشکیل هرگونه سوپر لیگ جداشده اروپا را رد کردند. هر باشگاه یا بازیکنی که در چنین لیگی شرکت داشته باشد، از هر مسابقه‌ای که توسط فیفا یا هر شش کنفدراسیون برگزار شود، محروم می‌شود.

## انتقاد
ایده سوپر لیگ اروپا به شدت مورد انتقاد هواداران و منتقدان قرار گرفته و به تأثیرات مخرب آن در لیگ‌های داخلی و باشگاه‌های کوچکتر اشاره کرده‌است: در بعضی از مناطق به عنوان یک «قدرت‌شکن» توسط باشگاه‌های بزرگتر برای پول بیشتر و کنترل فوتبال. تونی کروس، هافبک تیم‌های آلمان و رئال مادرید با انتقاد از این برنامه‌ها در سال ۲۰۲۰، گفت: «شکاف بین باشگاه‌های بزرگ و کوچک حتی بیشتر خواهد شد. همه چیز همیشه نباید سریعتر باشد، با پول بیشتر و بیشتر».
الکس فرگوسن گفت: «صحبت از سوپرلیگ یعنی فاصله گرفتن از هفتاد سال فوتبال باشگاهی اروپا. در زمان حضور من در یونایتد، ما در چهار فینال چمپیونز لیگ بازی کردیم و آن شب‌ها واقعا خاص ترین و استثنایی ترین شب‌ها بودند».
یورگن کلوپ نیز مخالفت خود را نسبت به این تصمیم اعلام کرد. کارشناسان ایجاد این لیگ را توطئه شبانه علیه فوتبال نامیدند.